# Christopher McCandless
Christopher Johnson McCandless (12. februar 1968 i El Segundo i Californien – 1992 på Stampede Trail i Alaska) var en amerikansk vandrer, som tog navnet Alexander Supertramp.
McCandless forlod uvarslet sin tilværelse for at rejse rundt i USA. Han rejste gennem Arizona, Californien og South Dakota og stiftede venskaber med en del mennesker på sin rejse. Siden vandrede McCandless ind i vildmarken i Alaska med lidt mad og udstyr for at bo en periode i ensomhed. Næsten fire måneder senere døde han nær Denali National Park and Preserve i en bus, han havde navngivet "The Magic Bus." McCandless vejede kun 30 kg, da han blev fundet. 

McCandless havde længe drømt om at leve i Alaskas vildmark, borte fra civilisationen. Undervejs skrev han dagbog om de psykiske og fysiske udfordinger, han oplevede, da han konfronterede den vilde natur. 
Forfatteren Jon Krakauer blev inspireret af detaljerne i McCandless historie og udgav bogen Ind i Vildmarken i 1996. I 2007 instruerede Sean Penn filmen Into the Wild, der er baseret på bogen. Emile Hirsch spiller McCandless. McCandless historie er også emne for en dokumentarfilm fra 2007 af Ron Lamothe, navngivet Call of the Wild.